# The Man from India
The Man from India è un cortometraggio muto del 1915 diretto da Frank Wilson. Il soggetto si deve a una storia scritta da Stewart Rome, che è anche il protagonista del film.

## Trama
Un rajah scopre che il proprietario di un club è una spia. Lo ucciderà in battaglia.

## Produzione
Il film fu prodotto dalla Hepworth.

## Distribuzione
Distribuito dalla Hepworth, il film - un cortometraggio in due bobine - uscì nelle sale cinematografiche britanniche nel 1914.
Si conoscono pochi dati del film che, prodotto dalla Hepworth, fu distrutto nel 1924 dallo stesso produttore, Cecil M. Hepworth. Fallito, in gravissime difficoltà finanziarie, il produttore pensò in questo modo di poter almeno recuperare il nitrato d'argento della pellicola.